# 五胞體數

從左對齊的杨辉三角形可推出五胞體數

五胞體數（Pentatope number）又稱4-多胞體數 或4-單體數，是指數量可以排成正五胞體的有形數，它在帕斯卡三角形的第五行的開始，第n行的第n個數字就是五胞體數。
最初的幾個數字是這樣的：
1, 5, 15, 35, 70, 126, 210, 330, 495, 715, 1001, 1365, 1820, 2380, ...（OEIS數列A000332）。
五胞體數是一種有形數，它的計算公式為:
{\displaystyle {n+3 \choose 4}={\frac {n(n+1)(n+2)(n+3)}{24}}={n^{\overline {4}} \over 4!}.}

一個邊長為5的五胞體數等於70。

約有三分之二的五胞體數也是五角數（五邊形數）。更精確的說：第(3k − 2)個五胞體數始終是第((3k2 − k)/2)個五邊形數，而且第(3k − 1)個五胞體數始終是第((3k2 + k)/2)個五邊形數。第3k個五胞體數是廣義的五邊形數，可經由在五邊形數公式中採用負指數−(3k2 + k)/2 而求得。（這些表達式總是給整數）。
所有五胞體數的倒數之無限總和是{\displaystyle 4 \over 3}。這可以使用嵌入級數導出。
{\displaystyle \sum _{n=1}^{\infty }{4! \over {n(n+1)(n+2)(n+3)}}={4 \over 3}}

### 腳註
1. ↑  Sloane, N.J.A. (编). . The On-Line Encyclopedia of Integer Sequences. OEIS Foundation.
2. ↑  Rockett, Andrew M.,  (PDF), Fibonacci Quarterly, 1981, 19 (5): 433–437  [2019-04-04], （原始内容存档 (PDF)于2020-08-09）. Theorem 2, p. 435.

### 其他
- 埃里克·韦斯坦因. . MathWorld.
- Jutta Guts Seite über Figurierte Zahlen（页面存档备份，存于）
- 埃里克·韦斯坦因. . MathWorld.
- |  | 本条目的部分内容翻译自英語維基百科条目並以知识共享-署名-相同方式共享4.0协议授权使用。原文作者列表請參閱其页面历史。 |